# Marca de Genova
Marca de Genova (sau Marca Liguriei Răsăritene) a fost constituită în anul 961 de către împăratul Otto I "cel Mare". La origine, s-a numit fie marca Obertenga, după numele primului său margraf, Oberto I de Genova, fie marca Januensis, după denumirea orașului principal, Genova. Crearea sa a făcut parte din reorganizarea generală a Italiei de nord-vest în trei mărci. Liguria apuseană a devenit Marca de Montferrat, iar cea interioară Marca de Torino. Marca de Genova cuprindea ținuturile Luni, Tortona, Milano și Genova. 
Iniția, Marca de Genova a fost deținută de familia Obertenghilor, care descindea din Oberto I de Genova. Titlul de marchio a devenit comun în această familie. Albert Azzo al II-lea a fost numit marchio de L(a/o)ngobardia. Din vremea sa, marca a început tot mai des să fie denumită ca Marca de Milano sau de Liguria. Nepotul său, Obizzo I, a devenit primul margraf de Este în 1173 și a fost creat ca "Margraf de Milano și de Genova" în 1184 de către împăratul Frederic I "Barbarossa". Din acel moment, titlul de Este a avut o mai mare importanță, în special oată cu creșterea comunei din Milano și a Republicii genoveze. 

## Margrafi
- Oberto I, 961–cca. 997
- Adalbert de Genova, cca. 997
- Oberto al II-lea, cca. 997–cca. 1013
- Albert Azzo I, cca. 1013–cca. 1029
- Albert Azzo al II-lea, cca. 1029–1097
- Fulco I de Milano|Fulco I, 1097–cca. 1146
- Obizzo I de Milano, cca. 1146–1193